# Армешешть (комуна)
Армешешть, Армешешті (рум. Armășești) — комуна у повіті Яломіца в Румунії. До складу комуни входять такі села (дані про населення за 2002 рік):
- Армешешть (605 осіб)
- Малу-Рошу (1709 осіб)
- Ненішорі (217 осіб)

Комуна розташована на відстані 51 км на північний схід від Бухареста, 65 км на захід від Слобозії, 136 км на південний захід від Галаца, 126 км на південний схід від Брашова.

## Населення
За даними перепису населення 2002 року у комуні проживали 7310 осіб.
Національний склад населення комуни:
| Національність | Кількість осіб | Відсоток |
| -------------- | -------------- | -------- |
| цигани         | 4162           | 56,9%    |
| румуни         | 3148           | 43,1%    |

Рідною мовою назвали:
| Мова      | Кількість осіб | Відсоток |
| --------- | -------------- | -------- |
| циганська | 4038           | 55,2%    |
| румунська | 3272           | 44,8%    |

Склад населення комуни за віросповіданням:
| Релігія       | Кількість осіб | Відсоток |
| ------------- | -------------- | -------- |
| православні   | 6505           | 89,0%    |
| п'ятдесятники | 789            | 10,8%    |
| римо-католики | 5              | 0,1%     |
| лютерани      | 1              | < 0,1%   |